# Bhayangkara FC
Bhayangkara FC – indonezyjski klub piłkarski z siedzibą w stolicy kraju, Dżakarcie. W sezonie 2022/2023 występuje w rozgrywkach Indonesia Super League. Został założony 12 kwietnia 2016 roku. Barwami klubu są żółty i czarny.

## Historia
Bhayangkara FC powstała w wyniku kłótni działaczy jednego z najstarszych indonezyjskich klubów – Persebaya Surabaya. Gdy klub zaawansował do najwyższej klasy rozgrywkowej, nastał ponownie konflikt o nazwę, gdyż nowy klub również nazywał się Persebaya. Zespół kilkukrotnie zmieniał nazwę, aby uniknąć konsekwencji prawnych. Ostatecznie w kwietniu 2016 roku drużyna, jako Surabaya United połączyła się z amatorskim policyjnym zespołem PS Polri.
Wkrótce policja stała się głównym operatorem klubu, który nazwano Bhayangkara FC. Bhayangkara to przydomek indonezyjskiej policji, który wywodzi się z nazwy strażników starożytnego królestwa Majapahit. Stąd przypadł drużynie przydomek Guardians.
W 2017 roku klub sięgnął po pierwszy w historii tytuł mistrza Indonezji, jednak z powodu braku licencji nie zagrali w Lidze Mistrzów AFC 2018, zamiast nich prawo do uczestnictwa otrzymało Bali United.

## Statystyki w rozgrywkach krajowych
Dotychczas klub zdobył tylko jeden tytuł Mistrza Indonezji 2017.
Mistrz Indonezji (1): 2017
Puchar Indonezji (0): –
Puchar Prezydenta (0): –

## Statystyki w rozgrywkach międzynarodowych
Klub nigdy nie wystąpił w żadnych rozgrywkach międzynarodowych.

## Skład na sezon 2022/23
| Nr | Poz. | Piłkarz               |
| -- | ---- | --------------------- |
| 1  | BR   | Aqil Savik            |
| 4  | OB   | Anderson Salles       |
| 5  | OB   | Fatchu Rochman        |
| 6  | OB   | Aji Joko Sutopo       |
| 8  | PO   | Muhammad Hargianto    |
| 10 | PO   | Adam Najem            |
| 12 | BR   | Awan Setho (kapitan)  |
| 14 | OB   | Ruben Sanadi          |
| 15 | OB   | Surya Maulana         |
| 17 | NA   | Antoni Nugroho        |
| 18 | OB   | Samsul Arifin         |
| 19 | PO   | Teuku Muhammad Ichsan |
| 20 | OB   | Sani Rizki            |
| 21 | NA   | Titan Agung           |
| 22 | NA   | Dendy Sulistyawan     |
| 23 | PO   | Wahyu Subo Seto       |
| 27 | OB   | Indra Kahfi           |
| 28 | OB   | Alsan Sanda           |

| Nr | Poz. | Piłkarz           |
| -- | ---- | ----------------- |
| 29 | PO   | Reza Kusuma       |
| 30 | NA   | Andik Vermansyah  |
| 31 | PO   | Dimas Pamungkas   |
| 32 | OB   | Nurhidayat        |
| 33 | PO   | Matías Mier       |
| 34 | OB   | Yanto Basna       |
| 38 | BR   | Indra Adi Nugraha |
| 41 | PO   | Frezy AI Hudaifi  |
| 43 | NA   | Faiz Maulana      |
| 47 | OB   | Donny Monim       |
| 55 | OB   | Asyraq Gufron     |
| 77 | NA   | Kasim Botan       |
| 97 | PO   | David Maulana     |
| 98 | BR   | Panggih Sambodo   |
|    | OB   | Dodi Irawan       |
|    | PO   | Ichwan Tuharea    |
|    | NA   | Fernando Surbay   |

## Trener

### Trener główny
Tymczasowym głównym trenerem drużyny jest Indonezyjczyk Gendut Doni. Pełni tę funkcję od 13 marca 2023 roku, po zwolnieniu z niej Agusa Sugenga. Jego preferowaną formacją jest 4-3-3.
Historia klubów:
- Timnas Pelajar Kemenpora U-15
- Bhayangkara FC (asystent trenera)
- Bhayangkara FC

### Trenerzy asystenci[6]
- Asystent trenera: Agus Sugeng
- Trener Bramkarzy: Hendro Kartiko
- Trener przygotowania fizycznego: Muchtar Hasibuan

## Stadion

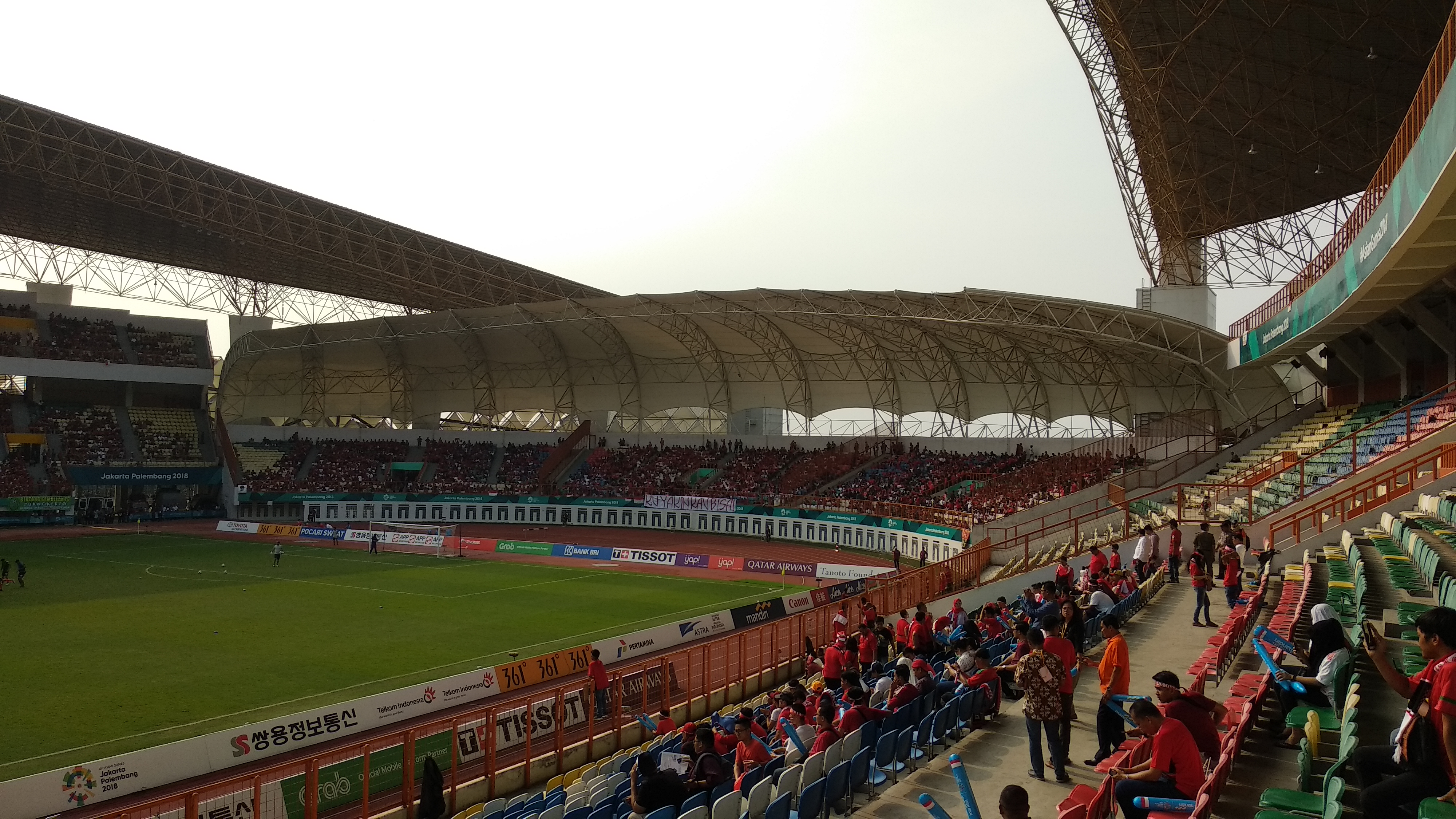
Stadion Wibawa Muktki

Klub rozgrywa swoje mecze na Stadionie Wibawa Mukti mogącym pomieścić 25 395 widzów. Został on zainaugurowany w 2014 roku i znajduje się w Cikarang pod Dżakartą.

## Statystyki zawodników w poprzednim sezonie
Oto statystyki zawodników z sezonu 2022/23.

### Najlepsi strzelcy
- Alex Martins Ferreira (11 goli)
- Matías Mier (10 goli)
- Dendy Sulistyawan (9 goli)

### Najwięcej asyst
- Sani Rizki (7 asyst)
- Dendy Sulistyawan (5 asyst)
- Matías Mier (5 asyst)

### Najwięcej kartek
- Putu Gede (10 żółtych)
- Wahyu Subo Seto (8 żółtych)

### Najwięcej minut na boisku
- Anderson Salles (2826 minut)
- Putu Gede (2518 minut)
- Awan Setho (2502 minut)

## Ostatnie 10 sezonów
Pogrubioną czcionką zapisano najwyższą wartość w danej kategorii.
Sezon 2020 został niedokończony z powodu pandemii COVID-19.
| Sezon                       | Poziom ligowy          | Pozycja | Punkty | Gole  | Najwyższe zwycięstwo | Najwyższa porażka          |
| --------------------------- | ---------------------- | ------- | ------ | ----- | --- | -------------------------- |
| Klub działał pod inną nazwą |                        |         |        |       | |                            |
| 2016                        | Indonesia Super League | 6.      | 54     | 50:34 | vs Sriwijaya FC 4:0 vs Mitra Kukar FC 4:0                                                                                                | vs Arema FC 0:3            |
| 2017                        | Indonesia Super League | 1.      | 70     | 63:39 | vs Persegres Gresik United 5:0 | vs Borneo FC Samarinda 0:3 |
| 2018                        | Indonesia Super League | 3.      | 53     | 41:39 | vs Persikabo 1973 4:2 vs Persipura Jayapura 2:0 vs PSMS Medan 3:1 vs Sriwijaya FC 2:0 vs Persipura Jayapura 2:0 vs Bali United Pusam 2:0 | vs Arema FC 0:4            |
| 2019                        | Indonesia Super League | 4.      | 53     | 51:43 | vs Barito Putera 4:1 vs Persija Dżakarta 3:0                                                                                             | vs Persebaya Surabaya 0:4  |
| 2020                        | Indonesia Super League | 11.     | 3      | 3:3   | – | –                          |
| 2021/22                     | Indonesia Super League | 3.      | 66     | 48:27 | vs Persikabo 1973 4:0 vs Persela Lamongan 4:0                                                                                            | vs Bali United 0:2         |
| 2022/23                     | Indonesia Super League | 7.      | 51     | 53:44 | vs Madura United FC 4:0 vs RANS Nusantara FC 5:1                                                                                         | vs Bali United 0:3         |

## Klubowe rekordy

### Gole[11]
- Herman Dzumafo (29 goli)

### Występy[9]
- Wahyu Subo Seto (159 występów)

### Najwyższe zwycięstwo[12]
- vs  Persitangsel 7:0 (30 czerwca 2018)

### Najwyższa porażka[12]
- vs  Persebaya Surabaya 0:4 (8 grudnia 2019)

- vs  Arema FC 0:4 (30 marca 2019)

- vs  Arema FC 0:4 (22 maja 2018)

### Najmłodszy zawodnik
- Dimas Pamungkas (18 lat, 4 miesiące, 7 dni)

### Najstarszy zawodnik
- Herman Dzumafo (41 lat, 4 miesiące, 9 dni)